# Jean Bilhères de Lagraulas
Jean Bilhères de Lagraulas o Jean de Villiers de La Groslaye (Fezensac, Gascuña, c. 1430 - Roma, 6 de agosto de 1499) fue un eclesiástico y hombre de estado francés. 
Profeso en la Orden de San Benito, fue abad de Saint-Denis, obispo de Lombez y cardenal de Santa Sabina.  Al servicio de los reyes Luis XI, Carlos VIII y Luis XII desempeñó diversas misiones diplomáticas en España, Alemania y la Santa Sede.  Fue consejero del Parlamento de París, presidente de los Estados generales de Francia de 1484, presidente de Normandía y embajador de Francia ante la corte de Alejandro VI.

## Biografía

### Primeros años
Nacido en Gascuña cerca del año 1430, fue hijo de Manaud de Bilhères, que era señor de Lagraules, y de Marguerite de Séailles.  Destinado a la iglesia, al igual que sus hermanos Bernard y Arnaud Guilhem, siendo todavía joven ingresó en el monasterio benedictino de Condom y estudió Teología, probablemente en la Universidad de Toulouse.  
En 1463 era bachiller y prior de Lagraules y en 1468 abad de Saint-Michel de Pessan.  En 1473, a instancias del cardenal Philippe de Lévis, el papa Sixto IV le nombró obispo de Lombez, y tras la muerte este mismo año del abad de Saint-Denis Jean Jouffroy, Bilhères fue nombrado su sucesor, aunque siempre gobernó el monasterio mediante vicarios.

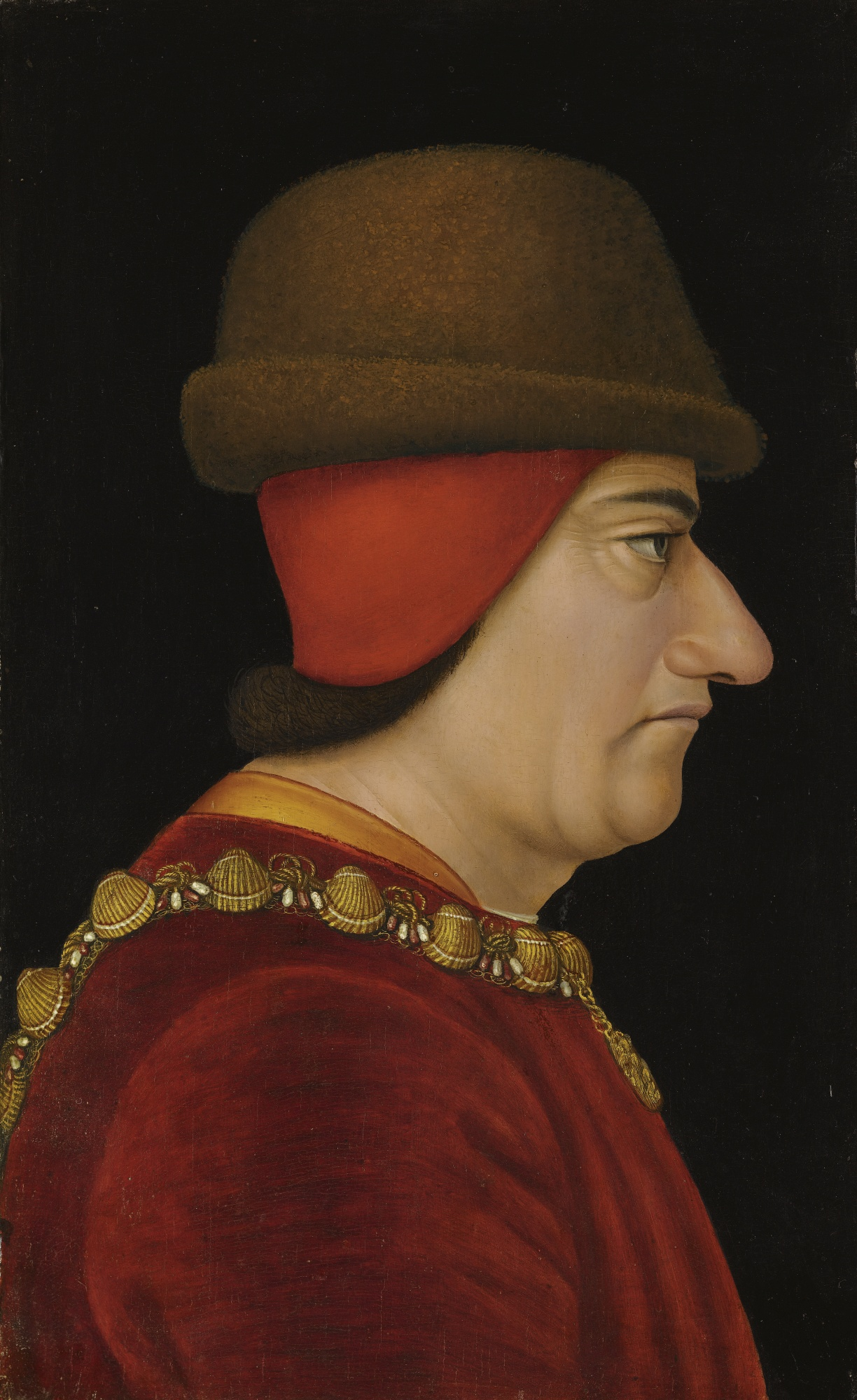
Luis XI.

### Al servicio de Luis XI
También en 1473 acompañó al arzobispo de Tours Hélie de Bourdeilles en la embajada que el rey Luis XI envió al duque de Bretaña Francisco II para instruir el proceso contra Jourdain Faure y Henri de La Roche, acusados de haber intervenido en la muerte del duque Carlos de Valois, hermano del rey.
Su eficaz intervención en 1475 en la anexión al Reino de Francia de los Quatre-Vallées que habían pertenecido al difunto conde Jean V de Armagnac y que el rey Juan II de Aragón pretendía fue decisiva para que el rey le nombrara consejero del Parlamento de París.

### Embajador en España
En esta misma época tuvo una actividad destacada en las conversaciones diplomáticas mantenidas entre España y Francia al respecto de la posesión de los condados de Rosellón y Cerdaña que el rey aragonés había empeñado al francés mediante el Tratado de Bayona de 1462 a cambio de su ayuda en la guerra civil catalana.  Bilhères dirigió la delegación que se entrevistó en Bayona con el embajador español Fernando del Pulgar, pero la situación se complicó cuando en España estalló la guerra de sucesión castellana entre los partidarios de Isabel de Castilla y Juana de Trastámara; el rey francés apoyó a esta última, considerando que para sus intereses era más conveniente una unión de Castilla con Portugal que con Aragón, y aliado con los portugueses, encargó a Alano de Albret que atacara Guipúzcoa. 
En 1476 Bilhères participó en las negociaciones tenidas en San Juan de Luz para firmar una tregua en los ataques franceses a Guipúzcoa y  dos años después en la firma de la paz con Juan de Gamboa y Juan Ruiz de Medina.  En 1479 viajó a Guadalupe para ratificar la paz con los Reyes Católicos y en 1481 a Zaragoza y Calatayud para entrevistarse con Fernando II de Aragón.

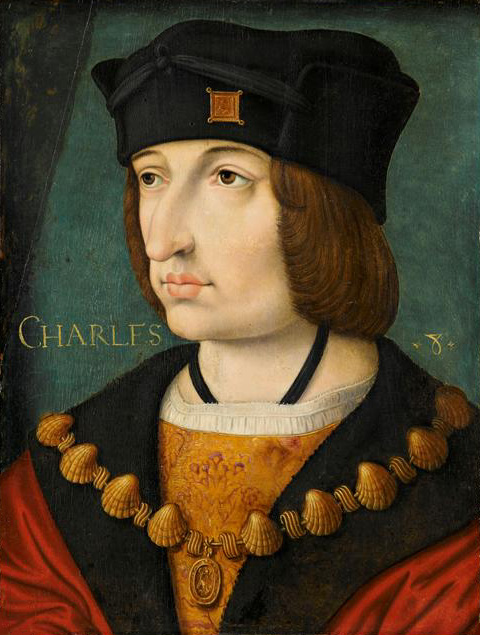
Carlos VIII.

### Presidente de Normandía
En agosto de 1483 murió el rey Luis XI, y Bilhères fue nombrado miembro del consejo de regencia durante la minoría de edad de Carlos VIII.  En enero fue elegido presidente de los Estados generales de Francia de 1484, pero sus desencuentros con el diputado Jehan Masselin le desanimaron hasta que en marzo renunció al cargo, que fue ocupado por el obispo de Lavaur Jean Vigier.
En mayo asistió a la coronación de Carlos VIII en la Catedral de Reims y fue nombrado presidente del Échiquier de Normandía con competencia sobre asuntos civiles, mientras Christophe de Carmonne era su copresidente encargado de la sala criminal.  Estuvo nueve años en el cargo.

### Embajador en Alemania
Tras la muerte de Francisco II, el Ducado de Bretaña había quedado en manos de su joven hija Ana, que tenía numerosos y poderosos pretendientes, entre ellos el archiduque de Austria Maximiliano I de Habsburgo y el rey Carlos VIII, y la disputa entre ambos amenazaba provocar una guerra.  En 1489 Bilhères salió en misión diplomática hacia Alemania, pero no pudo impedir la celebración del matrimonio por poderes de Maximiliano con Ana en diciembre de 1490.

### Embajador en Roma
En 1491 viajó a Roma para negociar con el papa Inocencio VIII los derechos de Carlos VIII sobre Bretaña y sobre el Reino de Nápoles, la concesión de privilegios para la iglesia galicana y para la Universidad de París, la exclusividad del rey de Francia en la concesión de beneficios eclesiásticos en su reino, la promoción eclesiástica de Antoine Dubois y la canonización de Pey Berland.
Pero antes de terminar su misión, en julio de 1492 murió el papa.  El Colegio Cardenalicio nombró a Bilhères gobernador de Roma, encargado de mantener el orden en la ciudad durante la sede vacante.

### Cardenal de Santa Sabina

Italia en 1494.

Presentado por el rey Carlos VIII, el papa Alejandro VI le creó cardenal en el consistorio del 20 de septiembre de 1493, con título de Santa Sabina.  
Cuando en octubre el papa salió de Roma hacia Viterbo evitando una epidemia de peste, Bilhères formaba parte de su séquito junto con los cardenales Orsini, Carvajal, Lonati y Sforza.
A principios de 1494 murió el rey de Nápoles Fernando I y en marzo el papa envió a su legado Juan de Borgia para coronar en el trono napolitano al hijo del primero, Alfonso II.  Carlos VIII de Francia consideraba que Nápoles le pertenecía por derechos hereditarios, y viendo la actitud de Alejandro VI maniobró para tomar el reino por la vía militar.  En septiembre las tropas francesas entraban en Italia; el último día de 1494 pasaban por Roma de camino a la conquista de Nápoles y los cardenales Bilhères, Sforza, Lonati, Della Rovere, Colonna, Savelli, Sanseverino y Perault intentaban persuadir al rey para que a su paso por Roma depusiera al papa. Sin embargo no eran esas las intenciones del rey, que a pesar de haber tomado por la fuerza varias fortalezas de los Estados pontificios, en enero de 1495 firmó un acuerdo en el que declaraba su obediencia y fidelidad al papa y siguió rumbo a Nápoles.
El Reino de Nápoles cayó fácilmente en manos del rey francés, pero el creciente poder que estaba consiguiendo llevó a la alianza de los estados del norte de Italia y de las principales potencias europeas en la Liga Santa para oponérsele.  Bilhères seguía como embajador en Roma cuando el ejército francés regresó hacia el norte y fue vencido en la batalla de Fornovo.  
Desde octubre de 1496 fue también obispo comendatario de Condom y desde 1498 de Viviers.  
Tras la muerte de Carlos VIII y el advenimiento al trono francés de Luis XII, siguió ejerciendo como embajador de Francia en Roma, y tuvo parte activa en conseguir del papa la bula de anulación del matrimonio del rey con Juana de Valois, que tuvo como contrapartida la concesión del ducado de Valentinois a César Borgia.

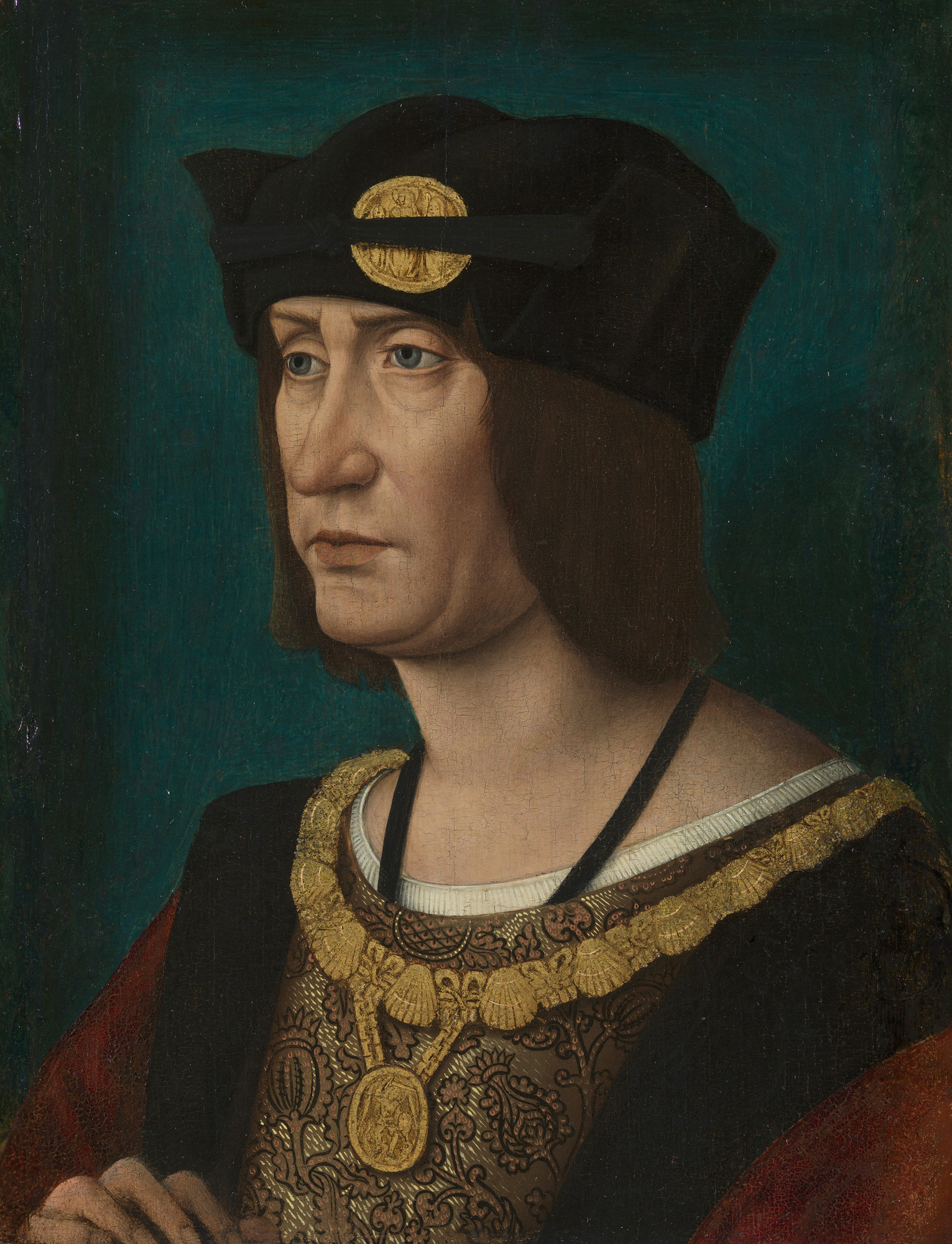
Luis XII.

### Muerte
Alejandro VI había prometido conceder a Bilhères el primer obispado que quedara vacante en Francia, pero tras la muerte del arzobispo de Arles Niccolò Cibo, en el consistorio del 26 de julio de 1499 el papa nombró como su sucesor a Juan Ferrer.  Esa misma tarde Bilhères cayó enfermo con una violenta fiebre, el 2 de agosto dictó su testamento, el día 4 cedió el obispado de Lombez a su sobrino Denis («otros decían que era su hijo»), y el 6 murió.  
Fue sepultado en la capilla de los reyes de Francia (capilla de Santa Petronila) de la Basílica de San Pedro, donde sus ejecutores testamentarios, los cardenales Giovanni Antonio Sangiorgio y Francesco Piccolomini y el auditor de la Rota Guillaume de Perier, se encargaron de la construcción de su tumba, sobre la que se colocó La Piedad que el cardenal había encargado a Miguel Ángel.  Durante las obras de construcción de la nueva basílica, a principios del siglo XVI su sepultura fue trasladada a las grutas vaticanas.